# 真乗院 (川口市)
真乗院（しんじょういん、旧字体：眞乗院）は、埼玉県川口市にある真言宗智山派の寺院。

## 歴史
創建年代は不明であるが、1628年（寛永5年）寂の尊雄が中興していることから、その頃までには既に存在していたものと推測される。同市の地蔵院の末寺である。
当院は日光御成道沿いにあり、1728年（享保13年）に江戸幕府第8代将軍徳川吉宗の日光社参に際して、休憩所となっている。

## 文化財
- 道標（川口市指定有形文化財 平成25年8月23日指定）[3]
- 真乗院のコウヤマキ（川口市指定天然記念物 昭和41年3月1日指定）[4]

## 交通アクセス
- 新井宿駅より徒歩19分。